# Asemblea Nacional-Popular Galega
A Assembleia Nacional-Popular Galega (AN-PG) foi uma organização suprapartidária de coordenação de diversas frentes criada em 1975. Os seus princípios eram a autodeterminação, o autogoverno, o anticolonialismo, a democracia e o protagonismo das forças políticas próprias da Galiza e que tinha como objetivo a formação de um governo galego provisório após conseguir o poder.
O seu símbolo era a bandeira galega com a estrela de cinco pontas;era a AN-PG quem convocava as manifestações do 25 de Julho.
Celebrou o seu I Plenário em Abril de 1976, que acabou com a cisão de um setor que considerava à AN-PG excessivamente ligada à UPG; esse setor constituiu a Assembleia Popular Galega.
No seu III plenário celebrado em Outubro de 1977 aprovou os estatutos na que se definia como organização interclassista e apartidária, dirigida por uma secretaria colegiada na que Lois Diéguez exercia como porta-voz. Logo das eleições municipais 1979 a AN-PG sofreria uma reestruturação, propiciando uma maior coordenação entre os seus vereadores, e criando assembleias locais.
Em 1981 sofreu uma importante crise interna que marcou a celebração do V Plenário em Março de 1982 e que levou à saída da organização de dois membros da Direção Nacional e um grupo de 50 militantes, finalmente neste último plenário da organização foi chamada a uma reformulação do modelo organizativo. O périplo vital da AN-PG terminou em 1982, dando passo à formação do Bloco Nacionalista Galego (BNG).
A AN-PG era contrária à elaboração de um estatuto de autonomia por considerar que Galiza era uma colônia que tinha de alcançar  a soberania por meio de umas bases constitucionais.
Sua Frente Cultural constituiu uma das seções mais ativas da AN-PG, nela estavam gente como Darío Xohán Cabana, Manuel María, Emiliano Picouto ou Xesús Vázquez.